# Qiujiang
Qiujiang (chinesisch 虬江街道 / 虬江街道, Pinyin Qiújiāng jiēdào) ist ein Straßenviertel im Süden der Kreisstadt Sha auf dem Gebiet der bezirksfreien Stadt Sanming in der Provinz Fujian, Volksrepublik China. Es hat eine Fläche von 170 km² und zählt gut 32.000 Einwohner (2010).
Der Name ist eine häufige Fehlschreibung für den Wu-Ausdruck 旧江 bzw. Jiùjiāng, d. h. „alter Fluss“, inspiriert von dem Fabeltier Qiu, eine Art hornloser Drache der in Flüssen lebt.

## Administrative Gliederung
Das Straßenviertel Qiujiang setzt sich seit der Gemeindereform 2003 aus 2 Einwohnergemeinschaften und 19 Dörfern zusammen. Diese sind:
| Einwohnergemeinschaft Chengnan (城南社区); Einwohnergemeinschaft Cuilü (翠绿社区); Dorf Anping (安坪村); Dorf Caoyuan (曹元村); Dorf Chafengxia (茶丰峡村); Dorf Changhong (长红村); Dorf Duntou (墩头村); Dorf Guannan (官南村); Dorf Houdi (后底村); Dorf Jinquan (金泉村); Dorf Langkou (琅口村); | Dorf Maiyuan (麦元村); Dorf Maoping (茅坪村); Dorf Shanfeng (山峰村); Dorf Shuinan (水南村); Dorf Tiankeng (田坑村); Dorf Tiankou (田口村); Dorf Xiaodun (肖墩村); Dorf Yangfang (洋坊村), Verwaltungssitz des Straßenviertels; Dorf Zhentou (镇头村); Dorf Zhuyuan (柱源村). |